# 可塑性爆薬の探知のための識別措置に関する条約
可塑性爆薬の探知のための識別措置に関する条約（かそせいばくやくのたんちのためのしきべつそちにかんするじょうやく、英語: Convention on the Marking of Plastic Explosives for the Purpose of Detection）は、可塑性爆薬（プラスチック爆薬）に対し爆発物マーカーの添加を義務付け、添加されていない可塑性爆薬の製造・移動の禁止、廃棄義務等を定めた多国間条約である。1988年に起きたプラスチック爆弾（可塑性爆薬）によるパンナム機爆破事件（ロッカビー事件）を契機として制定された。日本国内では略して「可塑性爆薬探知条約」と呼ぶこともある。
この条約では爆発物探知機で探知することが困難なRDXやHMXを基剤としたプラスチック爆弾の発見を容易にして、爆弾テロを防止する目的で制定されている。

## 各国の対応
日本では1997年6月3日、第140回国会で批准が可決され、1997年9月に批准し、条約に基づいて「可塑性爆薬に含める物質等を定める告示」（平成9年通商産業省告示第548号）として施行された。

## 問題点
- 未加入国で製造された爆薬が爆発物探知機をすり抜けてしまう可能性がある。
- 科学知識のあるテロリストがRDXなどを自作した場合に爆薬が爆発物探知機をすり抜けてしまう可能性がある。
- 製造年が古い爆薬には適用されない。